# Jaromír Kubánek
Jaromír Kubánek (19. ledna 1910 – ???) byl český a československý politik Komunistické strany Československa a poválečný poslanec Ústavodárného Národního shromáždění, Národního shromáždění ČSR a Národního shromáždění ČSSR.

## Biografie
Pocházel z malozemědělské rodiny. Za války se účastnil v odboji. Roku 1945 vstoupil do KSČ. V roce 1946 se uvádí jako malorolník, bytem Vysoké Mýto.
V parlamentních volbách v roce 1946 byl zvolen poslancem Ústavodárného Národního shromáždění za KSČ. V parlamentu setrval do konce funkčního období, tedy do voleb do Národního shromáždění roku 1948, v nichž byl zvolen do Národního shromáždění za KSČ ve volebním kraji Pardubice. Mandát získal i ve volbách roku 1954 a volbách roku 1960 (po nich poslancem Národního shromáždění ČSSR). V parlamentu setrval do konce funkčního období v roce 1964.
Během únorového převratu přijal v budově parlamentu delegaci prokomunistických rolnických komisí. Po převzetí moci komunisty se podílel na zakládání jednotných zemědělských družstev. K roku 1954 se profesně uvádí jako vedoucí Krajského výzkumného zemědělského ústavu. V roce 1960 byl zmiňován coby pracovník OV KSČ v Pardubicích. Roku 1962 pracoval na kontrolním odboru ONV.
V dubnu 1964 mu byl udělen Řád práce.